# II Premis Cinematogràfics José María Forqué
La cerimònia dels II Premis Cinematogràfics José María Forqué es va celebrar a l'Ateneo de Madrid el 20 d'abril de 1997. Es tracta d'uns guardons atorgats anualment des de 1996 per l'EGEDA com a reconeixement a les millors produccions cinematogràfiques espanyoles pels seus valors tècnics i artístics produïdes entre l'1 de gener i el 31 de desembre de 1996. El premi consisteix en una claqueta de plata i 5.000.000 pessetes. La guanyadora fou la pel·lícula Tesis.
L'acte fou presentat per Juan Luis Galiardo i el premi fou recollit pel productor José Luis Cuerda. També es va entregar una placa d'honor en memòria d'Alfredo Matas, que fou recollida per la seva vídua Amparo Soler Leal. Van intervenir el president de l'Ateneo, Paulino García Partida, la presidenta d'EGEDA Helena Matas i el Secretari d'Estat de Cultura, Miguel Ángel Cortés Martín.